# PCLinuxOS
PCLinuxOS – kurz PCLOS – ist eine US-amerikanische Linux-Distribution, die ursprünglich auf Mandrake zurückgeht und vor allem für den Desktop-Einsatz zugeschnitten ist. Sie gehörte laut einer Umfrage aus dem Jahr 2007 zu den zehn meistgenutzten Distributionen und wird weiterhin auf der Vergleichsseite Distrowatch als eine der Hauptdistributionen aufgeführt.
Laut verschiedener Tests zeichnet sich PCLinuxOS durch seine Einfachheit und Benutzerfreundlichkeit sowie die überdurchschnittlich gute Hardwareerkennung aus. Von Heimanwendern oft benutzte Software wie Codecs für Multimediadateien und Java, bis 2020 auch der Flash-Player, sind bei PCLinuxOS vorinstalliert. PCLinuxOS kann mit verschiedenen Desktop-Umgebungen installiert werden, die auf die Bedürfnisse und vorhandene Hardware der Nutzer zugeschnitten sind.
Einen herben Rückschlag erlitt die Usergemeinde um Bill Reynolds, als im Juni 2025 die selbst gehosteten Server durch einen Brand unwiederbringlich vernichtet wurden. Nicht nur die Homepage war hiervon betroffen, sondern auch das Forum mit seinen hilfreichen Tipps konnte nicht wieder hergestellt werden.

## Entwicklungsgeschichte
Bill Reynolds (in der Entwicklerszene bekannt als Texstar), heute der Hauptentwickler von PCLinuxOS, bot ab 2000 auf einer eigenen Quelle namens PCLinuxOnline selbstkompilierte RPM-Pakete für Mandrake Linux an, um diese Distribution zu verbessern.
2003 entschied sich Reynolds aus Unzufriedenheit mit der Politik von Mandrake einen Fork der Version 9.2 von Mandrake zu erstellen, die er PCLinuxOS nannte. Die ersten Versionen, die als Previews bezeichnet wurden, ähnelten noch stark dem Original, seitdem hat sich die neue Distribution jedoch immer weiter vom Mandriva Linux entfernt. Der Großteil der Pakete, zum Beispiel der Kernel, die GNU Compiler Collection oder die KDE Software Compilation 4 wurden unabhängig von Mandriva kompiliert, daher hat PCLinuxOS auch sein eigenes Repository. Des Weiteren hat PCLinuxOS eigene Grafiken und Icons sowie eine eigene Menü-Struktur.
Die Version PCLinuxOS 2007 mit der internen Versionsnummer .94, deren stabiles Release am 21. Mai 2007 veröffentlicht wurde, war eine vollkommene Neugestaltung des Systems, weshalb ein normales Upgrade von früheren Versionen nicht möglich war. Zudem wurden kosmetische Verbesserungen, wie ein neues Logo und eingebaute 3D-Desktopeffekte via Beryl und Compiz eingefügt. Alle weiteren Versionen sollen auf .94 aufbauen, da seitdem das Entwicklungsmodell eines Rolling Release, also einer kontinuierlichen Weiterentwicklung aller in der Distribution enthaltenen Programme, eingeführt wurde.
Anfang November 2007 wurde die erste größere Bearbeitung der 2007er Version vorgenommen, die unter anderem einen neuen Kernel beinhaltete. Im Januar 2008 wurde eine neue MiniMe-Version veröffentlicht, die nur die wichtigsten Basis-Programme enthält und etwa 300 MB groß ist.
Die am 11. März 2009 erschienene Version 2009.1 basierte weiterhin auf K Desktop Environment 3, da die Entwickler eine vergleichbare Funktionalität mit KDE Plasma Desktop 4 nicht erreicht hatten. Die Version basiert weiterhin auf der Codebasis der Version 2007, ist also von dieser aus per Paketverwaltung aktualisierbar.
Am 5. Mai 2010 wurde die Version 2010.1 mit KDE Plasma Desktop 4 veröffentlicht. Alle nachfolgenden Veröffentlichungen sind Schnappschüsse der aktualisierten Version 2010.1.
Ab der Version 2016.03 erschien PCLinuxOS ausschließlich als 64-Bit-Anwendung mit Kernel 4.4.4 LTS, grub2 sowie voller UEFI-Unterstützung.

## Besonderheiten

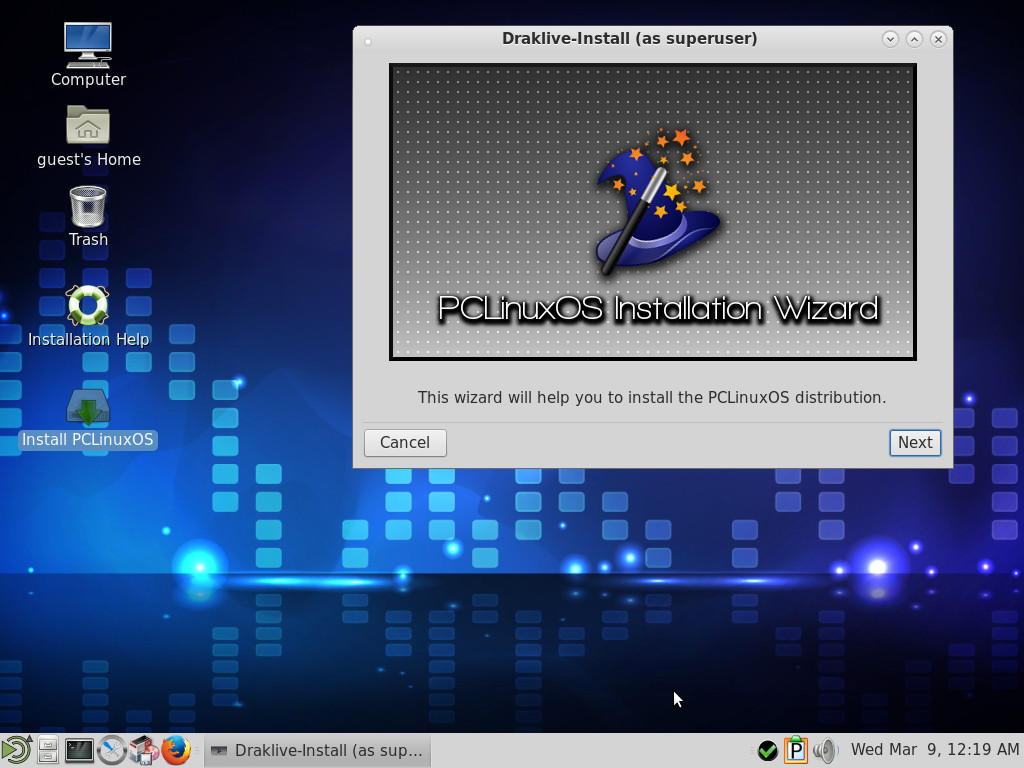
PCLinuxOS MATE-Desktop 2016.03

PCLinuxOS ist eine für den einfachen Desktop-Gebrauch gedachte Linux-Distribution, während der Server-Einsatz eine eher geringe Rolle spielt. Die Live-CD bietet die Möglichkeit persönliche Dateien und Konfigurationsdateien auf einen USB-Stick abzulegen. Das System kann aber auch auf eine Festplatte installiert werden; die CD enthält, wenn dekomprimiert, etwa zwei Gigabyte an Software, wie KDE Plasma Workspaces, LibreOffice, GIMP und viele weitere Applikationen.
Die Distribution zählt zu den ersten, die das von Debian stammende Paketmanagement-Programm APT in Verbindung mit dem RPM-Paketsystem in der Variante APT-RPM und dessen grafischem Aufsatz Synaptic nutzt.
PCLinuxOS legt großen Wert auf Kompatibilität, so sind zum Beispiel NDISwrapper oder Codecs für zahlreiche proprietäre Multimediaformate (z. B. MPEG) vorinstalliert, was bei anderen Distributionen aufgrund der daraus resultierenden unklaren Rechtslage unterlassen wird. Das umstrittene Paket libdvdcss ist zwar nicht vorinstalliert, aber im offiziellen Repository vorhanden.
Weiterhin ist in PCLinuxOS das Skript mklivecd integriert, das dem Benutzer erlaubt, einen „Schnappschuss“ von seiner Installation zu machen (mit allen Einstellungen, Programmen, Lesezeichen, Dokumenten, Bildern etc.) der dann zu einem ISO-CD-Image komprimiert wird. Dadurch ist es sehr einfach, Backups zu machen sowie seine eigene PCLinuxOS-basierte Distribution zu erstellen.
Ab der Version 2007 nutzt die Distribution ein Rolling-Release-Versionssystem. Upgrades erfolgen über die Paketverwaltung und es gibt keinen Feature-Freeze, von allen Programmen wird also möglichst die neueste Version angeboten.
PCLinuxOS kann nach erfolgreicher Installation mit dem sogenannten Lokalisierungs-Manager (addlocale) in eine von 85 Sprachen mit nur wenigen Mausklicks komplett umgestellt werden, unter anderem auch auf Deutsch.
Im Oktober 2024 erschien die Variante PCLinuxOS Debian Edition, die auf der Veröffentlichung von Debian 12 (Codename Bookworm) basiert und die Debian-Stable-Repositorys als Basis verwendet. Zusätzliche Software wird von der PCLinuxOS-Gemeinschaft in einem besonderen Repository zur Verfügung gestellt. Ein weiteres Merkmal ist das Fehlen von systemd. PCLinuxOS Debian erlaubt es nicht, dass Programmpakete, die starke Abhängigkeiten von systemd haben, zu installieren.

## Varianten
PCLinuxOS ist mit verschiedenen Desktop-Umgebungen erhältlich, hierzu zählen:
PCLinuxOS KDE Full Desktop
KDE FullMonty basiert auf der KDE-Umgebung und enthält eine Vielzahl zusätzlicher Programme und Codecs.
PCLinuxOS KDE Darkstar
Dabei handelt es sich um eine schlanke Version des Betriebssystems, ohne eine signifikante Menge an vorinstallierten Programmen.
PCLinuxOS MATE Desktop
MATE ist eine Multi-Plattform-Desktop-Umgebung, die sich zum Ziel gesetzt hat, das klassische Desktop-Konzept von GNOME 2 fortzuführen.
PCLinuxOS Xfce Desktop
Xfce ist eine ressourcenschonende Arbeitsumgebung. Sie ist schnell, optisch ansprechend und benutzerfreundlich.

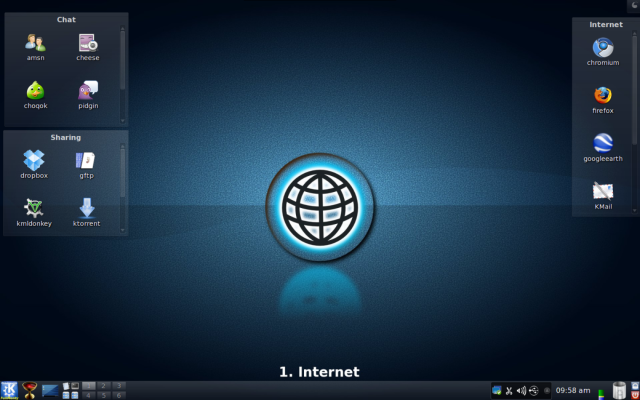
PCLinuxOS FullMonty – Internet
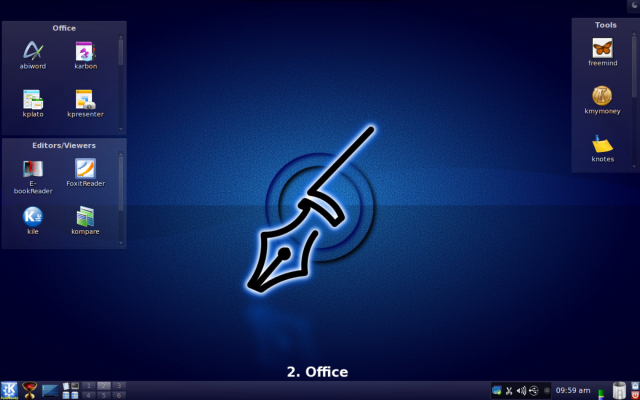
PCLinuxOS FullMonty – Büro
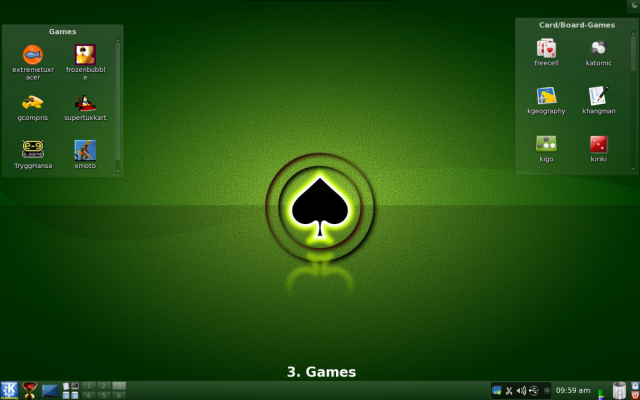
PCLinuxOS FullMonty – Spiele
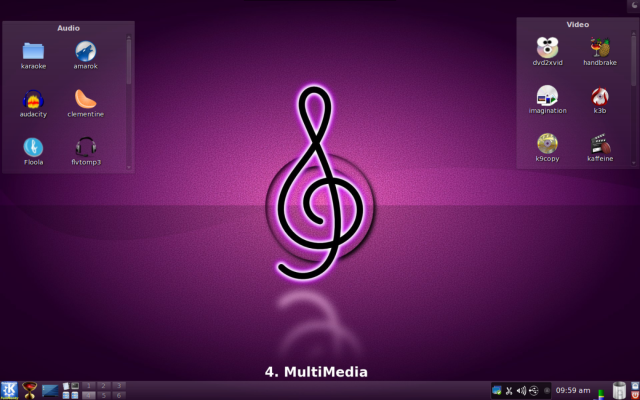
PCLinuxOS FullMonty – Multimedia
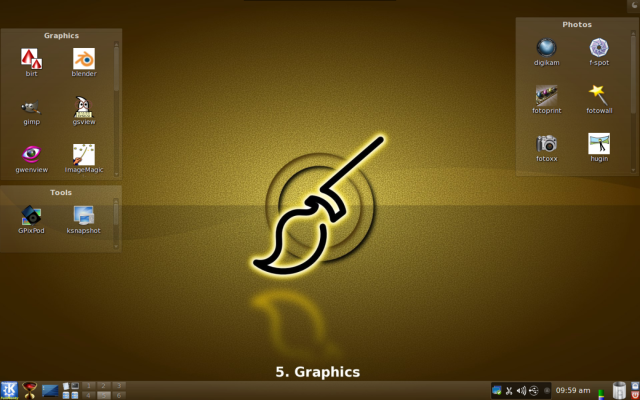
PCLinuxOS FullMonty – Grafik
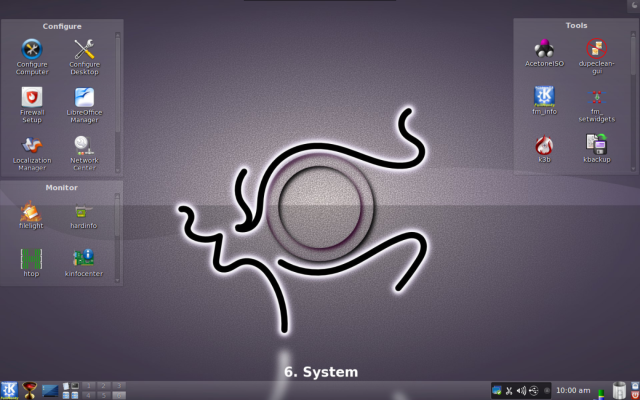
PCLinuxOS FullMonty – System

## Inoffizielle Derivate

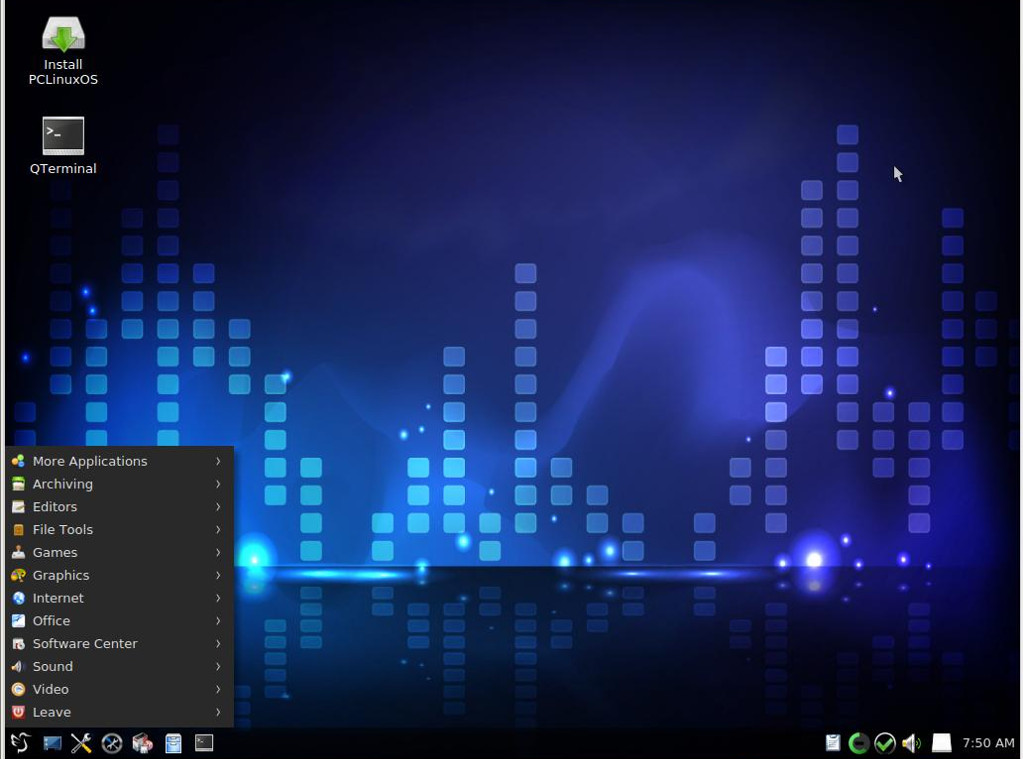
PCLinuxOS LXQt-Desktop 2016.03

In den Foren der PCLinuxOS-Communitys werden auch inoffizielle Derivate – die mit dem Skript mklivecd produziert wurden – zum Download bereitgestellt. Bei diesen Derivaten sind unter anderem aktuelle Updates bereits eingespielt oder es werden weitere Desktop-Umgebungen angeboten.
Ferner gibt es auch abgespeckte Varianten der Distribution, sie richten sich an fortgeschrittene Benutzer, die die Software-Vorgaben der Standardvariante nicht wünschen und stattdessen ihr System weitestgehend selbst einrichten und konfigurieren möchten.
Im Unterschied zum Original setzen einige dieser Derivate auf Desktop-Umgebungen die eher für Cloud-Computer mit geringen Hardware-Spezifikationen, Netbooks oder ältere Computer konzipiert sind, wie zum Beispiel LXDE, LXQt, Trinity und Openbox.

## Kritik
Im Unterschied zu anderen größeren Linux-Distributionen wird PCLinuxOS von einer unabhängigen Entwicklergemeinde ohne nennenswerte kommerzielle Interessen vertrieben, neben Bill Reynolds ist dies vor allem eine als Ripper-Gang bekannte Programmierergruppe.
Als Nachteil des Rolling-Release-Versionssystems wird genannt, dass die Release-Zyklen unregelmäßig erfolgen.
Außerdem existiert bei der Installationsroutine noch keine Mehrsprachen-Unterstützung, alternative Sprachen werden nach der Installation mit einem gesonderten Programm installiert.

## Versionen
| Version                                                   | Datum              |
| --------------------------------------------------------- | ------------------ |
| 2024.10 KDE, MATE und XFCE                                | 17. Oktober 2024   |
| 2023.07 KDE, MATE und XFCE                                | 30. Juli 2023      |
| 2022.12 KDE, MATE und XFCE                                | 12. Dezember 2022  |
| 2022.01 KDE, MATE und XFCE                                | 8. Januar 2022     |
| 2021.11 KDE, MATE und XFCE                                | 5. November 2021   |
| 2020.10 KDE                                               | 15. Oktober 2020   |
| 2020.01 KDE                                               | 14. Januar 2020    |
| 2019.06 KDE                                               | 16. Juni 2019      |
| 2018.06 MATE                                              | 1. Juni 2018       |
| 2018.06 KDE                                               | 1. Juni 2018       |
| 2017.07 KDE                                               | Juli 2017          |
| 2017.03 MATE 64 Bit                                       | 17. März 2017      |
| 2017.03 KDE Plasma 5 64 Bit                               | 2. März 2017       |
| 2017.02 KDE Plasma 5, MATE 64 Bit                         | 10. Februar 2017   |
| 2016.07 MATE 64 Bit                                       | 6. Juli 2016       |
| 2016.03 KDE, FullMonty 64 Bit                             | 8. März 2016       |
| 2014.12 KDE, FullMonty, KDE, LXDE und MATE 32 & 64 bit    | 18. Dezember 2014  |
| 2013.12 KDE, FullMonty, MiniMe, LXDE und MATE 32 & 64 bit | 3. Dezember 2013   |
| 2013.7 KDE 32 & 64 bit                                    | 17. Juli 2013      |
| 2013.7 LXDE 32 & 64 bit                                   | 7. Juli 2013       |
| 2013.7 MATE 32 & 64 bit                                   | 15. Jul 2013       |
| 2013.7 KDE-MiniMe 32 & 64 bit                             | 7. Juli 2013       |
| 2013.7 MATE 32 & 64 bit                                   | 3. Juli 2013       |
| 2013.6 FullMonty 64 bit                                   | 17. Juni 2013      |
| 2013.6 LXDE 64 bit                                        | 17. Juni 2013      |
| 2013.4 64 bit                                             | 10. April 2013     |
| 2013.4                                                    | 4. April 2013      |
| 2013.2                                                    | 1. Februar 2013    |
| 2012.8                                                    | 22. August 2012    |
| 2012.2                                                    | 2. Februar 2012    |
| 2011.9                                                    | 23. September 2011 |
| 2011.6                                                    | 27. Juni 2011      |
| 2010.12                                                   | 15. Dezember 2010  |
| 2010.10                                                   | 28. Oktober 2010   |
| 2010.7                                                    | 5. Juli 2010       |
| 2010.1                                                    | 5. Mai 2010        |
| 2010                                                      | 19. April 2010     |
| 2009.2                                                    | 30. Juni 2009      |
| 2009.1                                                    | 11. März 2009      |
| 2008 MiniMe                                               | 7. Januar 2008     |
| P.94 „2007“                                               | 21. Mai 2007       |
| P.93a Big Daddy                                           | 21. August 2006    |
| P.93a Junior                                              | 9. August 2006     |
| P.93a MiniMe                                              | 4. August 2006     |
| P.93 MiniMe                                               | 21. April 2006     |
| P.92                                                      | 21. November 2005  |
| P.91                                                      | 7. Juli 2005       |
| P.81a                                                     | 2005               |
| P.8                                                       | 2005               |
| P.7                                                       | 2004               |
| P.5                                                       | 2004               |
| Original Release                                          | Oktober 2003       |